# Sin Son-ho
Sin Son-ho (hangul : 신선호), né le 5 juillet 1948, est un diplomate nord-coréen. Il a été le représentant permanent de la Corée du Nord auprès de l'ONU de 2008 à 2014. Il a souvent représenté la Corée du Nord dans ses relations avec les pays africains et travaillé dans de nombreuses ambassades nord-coréenne en Afrique. 

## Carrière diplomatique
Sin Son-ho est diplômé de l'université Kim Il-sung, d'où il est sorti en 1972. Cette même année, il est nommé troisième secrétaire de l'ambassade de Corée du Nord en Égypte, où il a travaillé jusqu'en 1979. De 1979 à 1983, il tient un poste de responsabilité au ministère des Affaires étrangères, puis, de 1983 à 1986, il est conseiller à l'ambassade de Corée du Nord au Lesotho. De 1986 à 1990, il est chef de division au ministère des Affaires étrangères, avant de devenir conseiller à l'ambassade de Corée du Nord au Zimbabwe de 1990 à 1995. De 1995 à 1999, il est Directeur adjoint du ministère des Affaires étrangères.
Sa première nomination à l'ONU a lieu en 1999, lorsqu'il travaille pendant quatre ans à la mission nord-coréenne aux Nations unies, avant de retourner en Corée du Nord pour y devenir Directeur général du ministère des Affaires étrangères. Il reste à ce poste jusqu'en mai 2008, date à laquelle il est nommé comme Représentant permanent aux Nations unies. 
Dans ce dernier rôle, Sin Son-ho est chargé d'exprimer la position de la Corée du Nord sur les questions touchant aux activités nucléaires de son pays. En octobre 2008, il annonce lors d'une session de l'Assemblée générale des Nations unies que la Corée du Nord a mis au point des armes nucléaires pour répondre à la menace qu'elle perçoit de la part des États-Unis, en ajoutant que la Corée du Nord a commencé à démanteler son armement nucléaire et qu'elle soutient « la dénucléarisation de la péninsule coréenne ». 
D'autre part, Sin Son-ho précise que son pays désire que soit signé un traité de paix pour remplacer l'armistice qui a mis fin à la guerre de Corée, il y a 55 ans, et que la Corée du Nord espère que la Corée soit finalement réunifiée. 
Sin Son-ho nie par ailleurs que la Corée du Nord puisse avoir un problème de respect des droits de l'homme,. 